# Allodiopsis ingeniosa
Allodiopsis ingeniosa är en tvåvingeart som först beskrevs av Kidd 1969.  Allodiopsis ingeniosa ingår i släktet Allodiopsis och familjen svampmyggor. Inga underarter finns listade i Catalogue of Life.